# أسناخ صبغية
الأسناخ الصبغية أو الطلائعيات الصبغية (بالإنجليزية: Chromista)‏ هي مجموعة كبيرة من حقيقيات النوى، على الأرجح متعددة الأعراق، التي يمكن اعتبارها كمملكة منفصلة أو ضمت من بين الطلائعيات. وهي تضم جميع الطحالب التي هي عبارة عن بلاستيدات خضراء وتحتوى اليخضور a وc، فضلا عن مختلف الأشكال عديمة اللون التي ترتبط ارتباطا وثيقا بها. وتحاط هذه البلاستيدات الخضراء بأربعة أغشية، ويعتقد أنها مكتسبة من بعض الطحالب الحمراء.

## المجموعات
تم تعريف الأسناخ الصبغية بطرق مختلفة وفي أوقات مختلفة. اسم «كروميستا» استخدم لأول مرة من قبل كافليير سميث في عام 1981. 

## العويلمات
عويلمات هذه المملكة:
- كود سباركل
- تحديث القائمة

طائفة:طلائعيات بيضية 
اسم علمي: Oomycota

عويلم:هكروبيات 
اسم علمي: Hacrobia

## اقرأ أيضًا
- تصنيف الطلائعيات